# Agustín Esteve
Pour les articles homonymes, voir Estève.
Agustín Esteve y Marqués (né le 12 mai 1753 et mort vers 1830) est un peintre espagnol, principalement actif à la cour royale de Madrid.

## Biographie
Agustín Esteve était un portraitiste de la couronne espagnole, il a été influencé par Francisco Goya et de nombreuses copies des portraits du grand maître. Le portrait de la marquise de San Andrés de Parme est l'un de ses chefs-d'œuvre.
Esteve est né à Valence, dans la province du même nom, le 12 mai 1753, sans doute fils d'un sculpteur de Valence également nommé Agustín Esteve. Il a grandi à Valence et a étudié à l'Académie des beaux arts de San Carlos. En 1772, il a remporté un premier prix dans la troisième classe du département de peinture pour un dessin à l'Académie royale des beaux-arts de San Fernando de Madrid. En 1778, Esteve a échoué au premier prix de peinture de l'Académie de San Fernando.
Comme Goya, Esteve s'est établi lorsque le néoclassicisme d'Anton Raphael Mengs était encore dominant à Madrid. Cependant, à la fin du XVIIIe siècle, Esteve a aussi été influencé par Goya.
Le 14 juin 1800, le roi a nommé Esteve peintre de la cour. Il recevait un salaire de 6 000 réals, à comparer aux 15 000 que les peintres recevaient à l'époque et aux 65 000 perçus par Francisco Goya.